# آق تبه (سقز)
قرية آق تبه (بالكردية: ئاق تەپە) هي إحدى القرى التابعة لـسرا في ريف قسم مركزي من مقاطعة سقز، في محافظة كردستان الإيرانية.

## السكان
حسب إحصاءات سنة 2006، بلغ إجمالي السكان في آق تبه 79 نسمة وعدد المساكن 13 مسكن. لغة سكان آق تبه هي اللغة الكردية وهم من أهل السنة والجماعة والمذهب الشافعي.